# Siegfried Kramer (Radsportler)
Siegfried Kramer (* 18. Juli 1951 in Erfurt) ist ein ehemaliger deutscher Radrennfahrer, der in der DDR aktiv war.

## Sportliche Laufbahn
Kramer (auch Sigfried Kramer) startete für den SC Turbine Erfurt. 1970 hatte er einen ersten Achtungserfolg mit dem 6. Platz im Rennen Rund um Berlin.
1973 siegte er auf einer Etappe der DDR-Rundfahrt. Ebenfalls 1973 gewann er das Rennen Rund um den Sachsenring und wurde Zweiter im Rennen Rund um Sebnitz. Er startete für die Nationalmannschaft der DDR in der Polen-Rundfahrt und belegte dort den 7. Platz. Kramer wurde Zweiter der DDR-Rundfahrt 1973 hinter Dieter Gonschorek. In jener Saison wurde er auch Dritter der nationalen Meisterschaft im Kriterium. In der Bulgarien-Rundfahrt 1974 gewann er eine Etappe und wurde beim Sieg von Rinat Scharafulin Fünfter der Gesamtwertung. In der Slowakei-Rundfahrt wurde er 15. Bei Rund um Berlin 1974 kam er auf den dritten Rang nach Wolfgang Lötzsch und Karl-Dietrich Diers. Hinter Wolfgang Schröder belegte er den 2. Platz im Saisoneröffnungsrennen Berlin–Bad Freienwalde–Berlin. In der Woche des internationalen Radsports der DDR belegte Kramer den 3. Platz, ebenso im Tribüne Bergpreis.
1975 siegte er im Rennen Rund um den Scharmützelsee und im Großen Preis von Großwaltersdorf. Er wurde gemeinsam mit Gottfried Preising, Helmut Taudte und Wolfram Kühn Vize-Meister im Mannschaftszeitfahren. Kramer fuhr für den SC Turbine Erfurt die DDR-Rundfahrt 1975. Er konnte sich auf einem Teilstück dieses Etappenrennens unter den ersten Sechs platzieren.